# Бангладеш на летних Олимпийских играх 2016
Бангладеш на летних Олимпийских играх 2016 года была представлена 7 спортсменами в 5 видах спорта. Это самая крупная делегация за всю историю выступления страны на Олимпийских играх. Ранее по 6 спортсменов представляли Бангладеш на Играх 1988 и 1992 годов. На церемонии открытия Игр право нести национальный флаг было доверено гольфисту Сиддикуру Рахману, а на церемонии закрытия — лучнице Шамоли Рэй, которая заняла 33-е место в индивидуальном первенстве. По итогам соревнований сборная Бангладеш, принимавшая участие в своих девятых летних Олимпийских играх, вновь осталась без медалей. Бангладеш осталась наиболее населённой страной, из тех, которые не выиграли ни одной медали на Олимпийских играх.

## Состав сборной

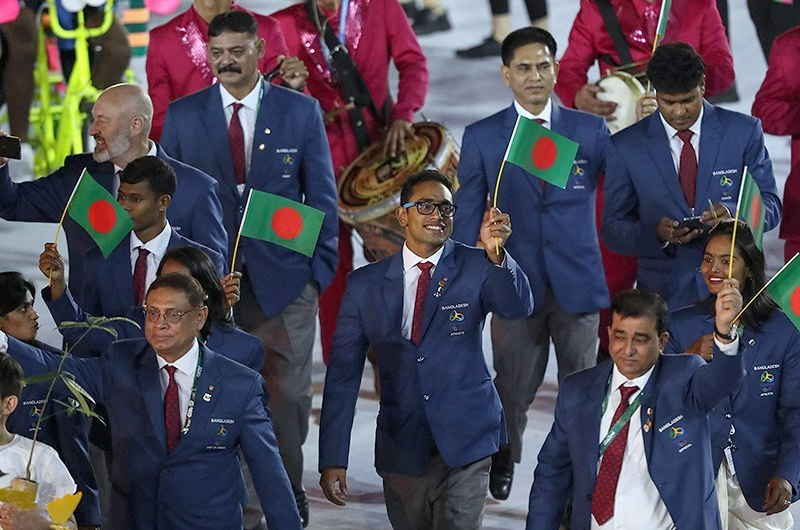
Спортсмены Бангладеш во время парада наций на церемонии открытия Олимпийских игр

Гольф
1. Сиддикур Рахман

 Лёгкая атлетика
1. Масбах Ахммед
2. Ширин Актер

 Плавание
1. Махфизур Рахман Сагор
2. Соня Актар

 Стрельба
1. Абдулла Хель Баки

 Стрельба из лука
1. Шамоли Рэй

## Результаты соревнований

### Водные виды спорта

#### Плавание
В следующий раунд на каждой дистанции проходят спортсмены, показавшие лучший результат, независимо от места, занятого в своём заплыве.
Мужчины
| Дистанция                | Спортсмены            | Предварительный раунд | Предварительный раунд | Предварительный раунд | Полуфинал | Полуфинал | Полуфинал | Финал     | Финал |
| Дистанция                | Спортсмены            | Заплыв                | Результат             | Место                 | Заплыв    | Результат | Место     | Результат | Место |
| ------------------------ | --------------------- | --------------------- | --------------------- | --------------------- | --------- | --------- | --------- | --------- | ----- |
| 50 метров вольным стилем | Махфизур Рахман Сагор |                       |                       |                       |           |           |           |           |       |

Женщины
| Дистанция                | Спортсмены | Предварительный раунд | Предварительный раунд | Предварительный раунд | Полуфинал | Полуфинал | Полуфинал | Финал     | Финал |
| Дистанция                | Спортсмены | Заплыв                | Результат             | Место                 | Заплыв    | Результат | Место     | Результат | Место |
| ------------------------ | ---------- | --------------------- | --------------------- | --------------------- | --------- | --------- | --------- | --------- | ----- |
| 50 метров вольным стилем | Соня Актар |                       |                       |                       |           |           |           |           |       |

### Гольф
Последний раз соревнования по гольфу в рамках Олимпийских игр проходили в 1904 году. Соревнования гольфистов проходят на 18-луночном поле, со счётом 72 пар. Каждый участник проходит все 18 лунок по 4 раза.
Мужчины
| Соревнование | Спортсмены      | Первый раунд | Первый раунд | Второй раунд | Второй раунд | Третий раунд | Третий раунд | Четвёртый раунд | Четвёртый раунд | Итоговый результат | Итоговое место |
| Соревнование | Спортсмены      | Очки         | Место        | Очки         | Место        | Очки         | Место        | Очки            | Место           | Итоговый результат | Итоговое место |
| ------------ | --------------- | ------------ | ------------ | ------------ | ------------ | ------------ | ------------ | --------------- | --------------- | ------------------ | -------------- |
| мужчины      | Сиддикур Рахман |              |              |              |              |              |              |                 |                 |                    |                |

### Лёгкая атлетика
Мужчины
Беговые дисциплины
| Дисциплина        | Спортсмен     | Предварительный раунд | Предварительный раунд | Предварительный раунд | Четвертьфиналы | Четвертьфиналы | Четвертьфиналы | Полуфиналы | Полуфиналы | Полуфиналы | Финал | Финал |
| Дисциплина        | Спортсмен     | Забег                 | Время                 | Место                 | Забег          | Время          | Место          | Забег      | Время      | Место      | Время | Место |
| ----------------- | ------------- | --------------------- | --------------------- | --------------------- | -------------- | -------------- | -------------- | ---------- | ---------- | ---------- | ----- | ----- |
| бег на 100 метров | Масбах Ахммед |                       |                       |                       |                |                |                |            |            |            |       |       |

Женщины
Беговые дисциплины
| Дисциплина        | Спортсмен   | Предварительный раунд | Предварительный раунд | Предварительный раунд | Четвертьфиналы | Четвертьфиналы | Четвертьфиналы | Полуфиналы | Полуфиналы | Полуфиналы | Финал | Финал |
| Дисциплина        | Спортсмен   | Забег                 | Время                 | Место                 | Забег          | Время          | Место          | Забег      | Время      | Место      | Время | Место |
| ----------------- | ----------- | --------------------- | --------------------- | --------------------- | -------------- | -------------- | -------------- | ---------- | ---------- | ---------- | ----- | ----- |
| бег на 100 метров | Ширин Актер |                       |                       |                       |                |                |                |            |            |            |       |       |

### Стрельба
В январе 2013 года Международная федерация спортивной стрельбы приняла новые правила проведения соревнований на 2013—2016 года, которые, в частности, изменили порядок проведения финалов. Во многих дисциплинах спортсмены, прошедшие в финал, теперь начинают решающий раунд без очков, набранных в квалификации, а финал проходит по системе с выбыванием. Также в финалах после каждого раунда стрельбы из дальнейшей борьбы выбывает спортсмен с наименьшим количеством баллов. В скоростном пистолете решающие поединки проходят по системе попал-промах. В стендовой стрельбе добавился полуфинальный раунд, где определяются по два участника финального матча и поединка за третье место.
Мужчины
| Соревнование                       | Спортсмены        | Квалификация | Квалификация | Полуфинал     | Полуфинал     | Финал                | Финал                |
| Соревнование                       | Спортсмены        | Результат    | Место        | Результат     | Место         | Соперник/ Результат  | Место                |
| ---------------------------------- | ----------------- | ------------ | ------------ | ------------- | ------------- | -------------------- | -------------------- |
| пневматическая винтовка, 10 метров | Абдулла Хель Баки | 621,2        | 25           | не проводится | не проводится | завершил выступление | завершил выступление |

### Стрельба из лука
В квалификации соревнований лучники выполняют 12 серий выстрелов по 6 стрел с расстояния 70-ти метров. По итогам предварительного раунда составляется сетка плей-офф, где в 1/32 финала 1-й номер посева встречается с 64-м, 2-й с 63-м и.т.д. В поединках на выбывание спортсмены выполняют по три выстрела. Участник, набравший за эту серию больше очков получает 2 очка. Если же оба лучника набрали одинаковое количество баллов, то они получают по одному очку. Победителем пары становится лучник, первым набравший 6 очков.
Женщины
| индивидуальное первенство | Шамоли Рэй | 600 | 53 | MEXГ. Баярдо (12) П 0:6 | завершила выступление | 33 |